# Тимофеевка (Надеждинский район)
В Ольгинском районе Приморья тоже есть пос. Тимофеевка.
Тимофе́евка — посёлок сельского типа в Надеждинском районе Приморского края, входит в Раздольненское сельское поселение.

## География
Посёлок Тимофеевка расположен на автодороге, соединяющей пос. Раздольное и автотрассу «Уссури» (объезд Раздольного), до Раздольного на запад около 2 км.
Расстояние до Владивостока по трассе около 55 км. Высота над уровнем моря: 49 м.  Село расположено в котловине базальтового плато, образованной р. Поповкой, впадающей на западе в р. Раздольную (Суйфун) и двумя ручьями. В котловине, закрытой со всех сторон сопками существует свой микроклимат.. Ранее существовала и топонимика, связанная с именами владельцев, занимавших здесь свои угодья: "Манаевский ключ", "Брынзина", "Доногина" и т.д.  Место оставленного корейского поселения известно как "Корейская" Район расквартирования воинской части на северо-западе от села сохранял название "Полк".   

## История
Село Тимофеевка было основано в 1903 году, крестьянами-переселенцами из разных частей Российской империи. Среди первых переселенцев были выходцы из  Бессарабии (Семьи Антосий, Бивол, Брынза, Бытка, Варзарь, Донога, Ионашко, Мадан, Резванец, Самуил, Ставеру-Мирону и другие), Украины (семьи Гаврищук,  Дорошенко, Лелетка, Свириденко),  из Орловской (семьи Носаревых и Рожковых) и Калужской (семья Бурмистровых) губерний. Были случаи, когда пройдя действительную военную службу в гарнизоне п. Раздольное, демобилизованные солдаты оставались в Приморье, поселившись в Тимофеевке (С. Туча, К. Мальцев).  В это же время в Раздольном в Приморском драгунском полку проходил службу будущий советский маршал С.М. Буденный, который, вроде как навещал однополчанина Мальцева. .  Уже через несколько лет стало одним из самых крупных селений в существовавшей тогда Раздольненской волости. Поэтому в селе была открыта 2-х классная школа, а даже в условиях 1-й мировой войны в селе  было построено кирпичное здание, с учебными классами и учительской   квартирой (примерно 1916 г.). Впоследствии здесь еще располагался магазин Сельпо, а затем Клуб (действует до настоящего времени). В связи с появлением  переселенцев из Кореи к северо-востоку от Тимофеевки возникло корейское поселение, заброшенное в 1930-е гг. в связи с депортацией корейцев в Среднюю Азию.  
К 1910 году, по данным анкетного обследования экономического положения крестьян Приморской области, в Тимофеевке проживали 84 семьи, 184 мужского и 183 женского пола.   
Всего, по данным на 1912 год, численность жителей Тимофеевки составляла 365 человек.  
После установления советской власти и начавшейся коллективизации сельского хозяйства село вошло в состав колхоза им. М.И. Калинина.  В послевоенный период этот колхоз был преобразован во Владивостокский совхоз (центральная усадьба  с. Кипарисово), в котором Тимофеевка стало Ш-им отделением. В советское время, несмотря на небольшие размеры села продолжали работать начальная школа, детские ясли,  Клуб и фельдшерский пункт. После окончания войны с империалистической Японией в 1945 г. на северо-западной окраине села была расквартировано подразделение артиллерийской части Резерва ставки Верховного главнокомандующего, которая прошла боевой путь от Германии до Маньчжурии. Остатки землянок еще напоминают об этом эпизоде истории села. Ранее в лесу еще лежали прорезиненные гусеницы какого-то транспортного средства. При распашке поля в конце 1960-х гг. в районе расположения этого подразделения были найдены два немецких автомата Шмайсера, очевидно, попавшие сюда как трофеи, а затем оставленные. во избежание неприятностей. 

## Население
| 1911 | 1915 | 2002 | 2004 | 2005 | 2008 | 2010 |
| ---- | ---- | ---- | ---- | ---- | ---- | ---- |
| 365  | ↗449 | ↘325 | ↘295 | →295 | ↗311 | ↘260 |